# Clermont-sur-Lauquet
Clermont-sur-Lauquet é uma comuna francesa na região administrativa de Occitânia, no departamento de Aude. Estende-se por uma área de 18,29 km². Em 2010 a comuna tinha 26 habitantes (densidade: 1,4 hab./km²).